# Моя дорогая...
«Моя дорогая...» — советский художественный широкоэкранный фильм 1987 года, снятый Владимиром Довганем на «Киностудии имени А. Довженко» по сценарию Риты Беляковской.
Премьера фильма состоялась 13 июня 1989 года. Фильм посмотрели 400 тысяч зрителей.

## Сюжет
Два работника промышленного комплекса, главный технолог Золин и инженер-технолог Тамара Хрусталева, оказываются в конфликте из-за отказа главного технолога внедрять новые мощности. Инженер внедряет новый технологический процесс без его согласия, что приводит к экономической выгоде для предприятия. Приезжий друг главного технолога пытается помирить стороны, но инженер не видит будущего с карьеристом главным технологом.

## В ролях
- Лариса Малеванная — Тамара Хрусталева
- Николай Пеньков
- Андрей Болтнев — приезжий
- Лариса Удовиченко — Суханова
- Борислав Брондуков — Пенкин
- Станислав Садальский — Сазонов
- Лев Перфилов — отчим Тамары
- Раиса Куркина
- Егор Голобородько
- Олег Севастьянов — Клименко
- Николай Алексеев
- Владимир Волков
- Виктор Демерташ
- Надежда Смирнова

## Съёмочная группа
- Режиссёр: Владимир Довгань
- Сценарист: Рита Беляковская
- Оператор: Игорь Чепусов
- Художник: Юрий Муллер
- Звукорежиссёр: Анатолий Чернооченко
- Композитор: Вячеслав Назаров